# アントニー・アシュリー＝クーパー (第3代シャフツベリ伯爵)

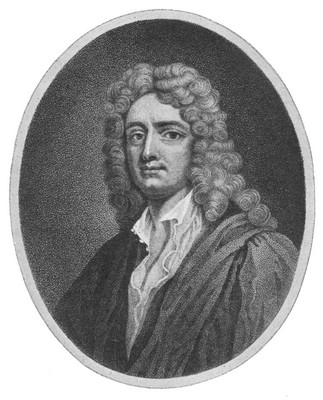
第3代シャフツベリ伯

第3代シャフツベリ伯爵アントニー・アシュリー＝クーパー（英語: Anthony Ashley Cooper, 3rd Earl of Shaftesbury、1671年2月26日 – 1713年2月4日）は、イギリスの哲学者、政治家。第2代シャフツベリ伯爵アントニー・アシュリー＝クーパーの子で、初代シャフツベリ伯爵アントニー・アシュリー＝クーパーの孫。

## 生涯
幼い頃、祖父の友人ジョン・ロックの監督下で教育を受ける。1683年から1686年までウィンチェスター・カレッジで学び、1686年から1689年まで大陸ヨーロッパを旅行した。庶民院議員として1695年から1698年に活動し、オランダの人文主義者と親交を深めた。1699年11月2日に伯爵位を継ぎ、ウィリアム3世が死去するまで官界にいたが、生来病弱のため政治活動に耐えられず、アン女王即位とともに引退して著述活動に入り、『人間、作法、意見、時代の諸相』を発表した。1713年2月4日にナポリで病死した。

## 『諸相』に収録された著作
『人間、作法、意見、時代の諸相』（Characteristicks of Men, Manners, Opinions, Times）は様々な著作からなる三巻本の著作集成として構成されている。1711年に初版が出版された後、シャフツベリは亡くなるまでの間に改訂作業を行った。改訂を経た第二版はシャフツベリの没後、1714年に出版された。
第一巻収録著作
- 『熱狂についての手紙』（A Letter concerning Enthusiasm）
- 『センスス・コムニス――機知とユーモアの自由についての随筆』（Sensus Communis: An Essay on the Freedom of Wit and Humour）

第二巻収録著作
- 『美徳あるいは美点についての研究』（An Inquiry concerning Virtue, or Merit）
- 『モラリスト――哲学の集い』（Moralists, A Philosophical Rhapsody）

第三巻収録著作
- 『随想集』（Miscellaneous Reflections）

第二版以降に併録された小品
- 「ヘラクレスの決断を描いた歴史画あるいはタブラチュアについての覚え書き」（A Notion of the Historical Draught or Tablature of the Judgment of Hercules）
- 「デザインについての手紙」（A Letter concerning Design）

## その他の著作
- 『利益目当ての議会の危うさ』（The Danger of Mercenary Parliaments, 1698）
- 『ウィチコート博士の説教選集』（Select Sermons of Dr Whichcot, 1698）
- 『国家のパラドクス』（Paradoxes of State, 1702）

## 関連図書・関連リンク
- Stephen, Leslie (1887). "Cooper, Anthony Ashley (1671-1713)" . In Stephen, Leslie (ed.). Dictionary of National Biography (英語). Vol. 12. London: Smith, Elder & Co. pp. 130–133.
- Chisholm, Hugh, ed. (1911). "Shaftesbury, Anthony Ashley Cooper, 3rd Earl of" . Encyclopædia Britannica (英語). Vol. 24 (11th ed.). Cambridge University Press. pp. 763–765.
- Shaftesbury Project. シャフツベリ全集の刊行プロジェクトに伴うウェブページ。

| イングランド議会 (en)                                              | イングランド議会 (en)                                                                 | イングランド議会 (en)                                    |
| ------------------------------------------------------------------ | ------------------------------------------------------------------------------------- | -------------------------------------------------------- |
| 先代 サー・ナサニエル・ネイピア準男爵 サー・ジョン・トレンチャード | 庶民院議員（プール選挙区選出） 1695年 – 1698年 同職：サー・ナサニエル・ネイピア準男爵 | 次代 ウィリアム・ジョリフ サー・ウィリアム・フィッパード |
| イングランドの爵位                                                 |                                                                                       |                                                          |
| 先代 アントニー・アシュリー＝クーパー                              | シャフツベリ伯爵 1699年 – 1713年                                                      | 次代 アントニー・アシュリー＝クーパー                    |